# ۴۲۵ (قمری)
۴۲۵ (قمری)، چهارصد و بیست و پنجمین سال در گاهشماری هجری قمری است. اول محرم این سال برابر با دوم دسامبر سال ۱۰۳۳ میلادی است.

## وابسته
- ابوالحسن خرقانی